# Adriana Corona
Adriana Fabiola Corona García (Guadalajara, 7 de abril de 1980) es una deportista mexicana que compitió en triatlón. Ganó una medalla de bronce en el Campeonato Panamericano de Triatlón de 2008.

## Palmarés internacional
| Campeonato Panamericano | Campeonato Panamericano | Campeonato Panamericano | Campeonato Panamericano |
| Año                     | Lugar                   | Medalla                 | Prueba                  |
| ----------------------- | ----------------------- | ----------------------- | ----------------------- |
| 2008                    | Mazatlán (México)       | Medalla de bronce       | Individual              |